# Хајероде
Хајероде (њем. Heyerode) општина је у њемачкој савезној држави Тирингија. Једно је од 47 општинских средишта округа Унструт-Хајних. Према процјени из 2010. у општини је живјело 2.305 становника. Посједује регионалну шифру (AGS) 16064024.

## Географски и демографски подаци
Хајероде се налази у савезној држави Тирингија у округу Унструт-Хајних. Општина се налази на надморској висини од 349 метара. Површина општине износи 5,7 km². У самом мјесту је, према процјени из 2010. године, живјело 2.305 становника. Просјечна густина становништва износи 406 становника/km².